# Peter Christel Asmussen
Peter Christel Asmussen (* 18. November 1887 in Elmshorn; † 1. Dezember 1959 ebenda) war ein deutscher Politiker der FDP.

## Leben und Beruf
Asmussen war Mitbesitzer der Backhefe- und Spirituosenfabrik „Gebrüder Asmussen GmbH & Co. KG“ in Elmshorn, die sich bis Ende 2008 im Familienbesitz befand.

## Partei
In der Weimarer Republik gehörte Asmussen der DDP an. Danker und Lehmann-Himmel charakterisieren ihn, der nicht der NSDAP beitrat, in ihrer Studie über das Verhalten und die Einstellungen der Schleswig-Holsteinischen Landtagsabgeordneten und Regierungsmitglieder der Nachkriegszeit in der NS-Zeit als „angepasst/ambivalent“.
Asmussen beteiligte sich nach dem Zweiten Weltkrieg zunächst an der Demokratischen Union des ehemaligen DVP-Mitglieds Carl Schröter, in der er stellvertretender Vorsitzender war. Nachdem Schröter im Februar 1946 den Anschluss der DU an die CDU der britischen Zone durchsetzte, gehörte Asmussen im März 1946 zu den Mitbegründern der FDP in Schleswig-Holstein, deren erster Landesvorsitzender er wurde. Nach der Wahlniederlage bei der ersten Landtagswahl am 20. April 1947, bei der die FDP nicht in den Landtag einziehen konnte, trat er zurück, wurde aber zum Ehrenvorsitzenden der Liberalen im nördlichsten Bundesland gewählt. Sein Nachfolger wurde der zum rechten Parteiflügel zählende Fritz Oellers.

## Abgeordneter
Asmussen gehörte ab dem 11. April 1946 nacheinander den beiden ernannten Landtagen von Schleswig-Holstein nach dem Zweiten Weltkrieg an.